# Ala-Vuotunki
Ala-Vuotunki är en sjö i Finland. Den ligger i kommunen Kuusamo i landskapet Norra Österbotten, i den nordöstra delen av landet, 700 km norr om huvudstaden Helsingfors. Ala-Vuotunki ligger 244,8 meter över havet. Den är 10,6 meter djup. Arean är 1,41 kvadratkilometer och strandlinjen är 11,43 kilometer lång. Sjön  ingår i Koundaälvens huvudavrinningsområde. 